# Andrea Moda Formula
Andrea Moda Formula – były zespół i konstruktor Formuły 1. W sezonie 1992, po wykupieniu zespołu Coloni, Andrea Moda Formula wystartował w zawodach Formuły 1. Jedynym wyścigiem, do którego zakwalifikował się kierowca zespołu, było Grand Prix Monako. Przed Grand Prix Włoch właściciel zespołu, Andrea Sassetti, został aresztowany, a Andrea Moda Formula nie został dopuszczony do ukończenia sezonu i został rozwiązany.

## Powstanie zespołu
W 1991 roku Enzo Coloni postanowił sprzedać zespół Coloni. W sezonie 1991 kierowcy Coloni – Pedro Chaves oraz zastępujący go Naoki Hattori – ani razu nie zdołali się prekwalifikować. We wrześniu, podczas Grand Prix Hiszpanii, za osiem milionów funtów zespół Coloni nabył właściciel firmy odzieżowej Andrea Moda, Andrea Sassetti. Przy okazji zakupu zespołu Sassetti nabył także samochody Coloni C4, które przemianował na Moda C4B. Coloni C4 było rozwinięciem modelu C3, a przy jego projektowaniu pomagali studenci Uniwersytetu w Perugii. Dostawcą silników została firma Judd, a skrzyń biegów – Dallara. Kierowcami zespołu zostali Włosi, Alex Caffi oraz Enrico Bertaggia. Menedżerem zespołu został były pracownik zespołów Coloni, AGS i Larrousse – Frederic Dhainaut, natomiast za rozwój techniczny miał być odpowiedzialny pracujący wcześniej w Coloni i AGS Michel Costa.
Dziennikarze Formuły 1 podkreślali po transakcji, że zakup Coloni był bezcelowy, gdyż Sassetti nie wykazywał zainteresowania w polepszeniu rezultatów. Były kierowca wyścigowy, John Watson, wyraził w telewizji BBC pewność, że zespół Andrea Moda – czyli dawne Coloni – będzie miał ogromne problemy z prekwalifikowaniem się.

## Sezon 1992
Przed pierwszym Grand Prix sezonu – Grand Prix Republiki Południowej Afryki – ciało zarządzające Formułą 1, Fédération Internationale de l’Automobile, nakazało Sassettiemu wpłacić 100 000 dolarów z tytułu opłaty za licencję, którą musiał wnieść każdy nowo powstały team. Sassetti twierdził jednak, że w całości przejął zespół Coloni i nie musi uiszczać opłaty. Sassetti na podstawie innych zmian nazw zespołów, jak na przykład March na Leyton House, Arrows na Footwork, Osella na Fondmetal czy Larrousse na Venturi, sądził, że wystawił swój zespół legalnie, jako że żaden z zespołów zmieniających na przełomie lat 80. i 90. nazwy nie wpłacił wpisowego. Jednakże już przed sezonem powszechnie twierdziło się, że zespół nie otrzyma zgody na starty, ponieważ używał bolidów wyprodukowanych przez inny zespół, co było niedozwolone. Sassetti nie uiścił opłaty licencyjnej i zespół nie otrzymał pozwolenia na wzięcie udziału w prekwalifikacjach.
Po Grand Prix Republiki Południowej Afryki szef zespołu stwierdził, że lepszym pomysłem będzie zaprojektowanie własnego nadwozia. W tym celu ze wsparciem Berniego Ecclestone’a poprosił Nicka Wirtha z firmy Simtek Research o zaprojektowanie samochodu. W ciągu dwóch tygodni z pomocą innych zespołów wybudowano bolid, nadając mu nazwę S921; projekt tego samochodu był w rzeczywistości prototypem BMW, który w 1990 roku planował wystartować w Formule 1, a posłużył także do zbudowania samochodów Bravo S931 i Simtek S941. Plotkowano, że model S921 nie zdąży przejść obowiązkowych testów zderzeniowych, mimo to udało się je zaliczyć. Zespół przybył z własnym sprzętem na Grand Prix Meksyku, ale z powodu opóźnień nie został dopuszczony do startu.
Sassetti zwolnił następnie z zespołu Caffiego i Bertaggię – co miało związek z krytykowaniem poczynań Sassettiego przez tych kierowców, a w ich miejsce zatrudnił Brazylijczyka Roberto Moreno oraz Brytyjczyka Perry’ego McCarthy’ego. McCarthy nie zdołał jednak przed Grand Prix Brazylii uzyskać superlicencji i w prekwalifikacjach brał udział tylko Moreno. Uzyskał w nich czas o około 15 sekund gorszy od pozostałych ich uczestników. Po wyścigu McCarthy’emu została przyznana superlicencja. Po Grand Prix Brazylii Bertaggia rozmawiał z Sassettim na temat swojego powrotu do zespołu, za który był skłonny zapłacić milion dolarów. Właściciel zespołu nie mógł już jednak do końca sezonu wymieniać kierowców, ponieważ wyczerpał limit zmian.
W pierwszej części sesji prekwalifikacyjnej do Grand Prix Hiszpanii Moreno z powodu awarii silnika nie przejechał ani jednego okrążenia. McCarthy natomiast przejechał swoim samochodem szesnaście metrów. Jego pojazd ściągnięto do garażu i przekazano go Moreno, mimo że w świetle przepisów było to niedozwolone. Moreno przejechał zaledwie trzy okrążenia sesji prekwalifikacyjnej i uzyskał czas gorszy o 10 sekund od czasu ostatniego zawodnika, który wziął udział we właściwych kwalifikacjach.
Po ośmiu okrążeniach sesji prekwalifikacyjnej do Grand Prix San Marino McCarthy’emu zepsuł się dyferencjał. Jego czas był o 8,5 sekundy gorszy od czasu Moreno. Brazylijczykowi natomiast do wzięcia udziału w sesji kwalifikacyjnej zabrakło 0,111 sekundy.
W Grand Prix Monako McCarthy uzyskał pozwolenie na przejechanie jedynie trzech okrążeń sesji prekwalifikacyjnej. Moreno natomiast wygrał prekwalifikacje i dostał się do właściwej sesji kwalifikacyjnej. W niej uzyskał czas lepszy od Erika van de Poelego, Damona Hilla, Andrei Chiesego i Paula Belmondo, wskutek czego zakwalifikował się do wyścigu. Był to pierwszy i ostatni przypadek, kiedy samochód zespołu Andrea Moda zakwalifikował się do wyścigu. W wyścigu Moreno awansował na dziewiętnaste miejsce, ale na jedenastym okrążeniu w jego samochodzie zepsuł się silnik.
Przed Grand Prix Kanady spłonęła dyskoteka Sassettiego, a kilka dni później miała miejsce nieudana próba zamachu na niego. Gdy Włoch dotarł na tor Circuit Gilles Villeneuve, okazało się, że zespół nie ma silników, ponieważ z powodu gigantycznej burzy transatlantyckie loty zostały odwołane, a silniki miały dostać się do Kanady na pokładzie samolotu linii British Airways. Z drugiej strony mówiło się, że zwlekanie z dostarczeniem silników do Kanady było prawdopodobnie związane z niezapłaceniem firmie Judd należnych im pieniędzy. Sassetti za poniesione straty chciał domagać się odszkodowania od linii lotniczych w wysokości miliona dolarów, ale wycofał swoje zamiary z powodu upomnienia FIA i FOCA. Moreno zdołał jednak wystartować w prekwalifikacjach, ponieważ Brabham pożyczył Andrei Modzie silniki Judd. Mimo to Moreno był o 15 sekund wolniejszy od czwartego miejsca, umożliwiającego wzięcie udziału w głównej sesji kwalifikacyjnej.
Przed Grand Prix Francji z zespołu odszedł menedżer zespołu, Frederic Dhainaut, który w sezonie 1993 planował wystawić własny zespół. Przed Grand Prix tym odbył się także strajk kierowców ciężarówek, który spowodował paraliż głównych dróg we Francji, zespoły zatem, aby dostać się na Circuit de Nevers Magny-Cours, musiały poruszać się bocznymi drogami. Wskutek strajku zespół Andrea Moda Formula utknął w korku i nie pojawił się na torze.
Przed sesją prekwalifikacyjną do Grand Prix Wielkiej Brytanii spadł deszcz. Pierwszym kierowcą zespołu, który wyjechał na tor, był Moreno, któremu założono deszczowe opony. Następnie opony te przełożono do samochodu McCarthy’ego w momencie, gdy nawierzchnia już wyschła. Moreno poprawił później swój czas, jadąc na slickach, ale nie zdołał awansować do głównej sesji kwalifikacyjnej podobnie jak McCarthy, który stracił do Moreno szesnaście sekund. Czas McCarthy’ego był o 12 sekund gorszy od czasu kwalifikacyjnego Rubensa Barrichello na tym torze w roku 1992, ścigającego się wtedy w Formule 3000.
Przed Grand Prix Niemiec zdyskwalifikowano McCarthy’ego, ponieważ jego samochód był za lekki. W sesji prekwalifikacyjnej Moreno uzyskał czas o dwie sekundy gorszy od czasu premiowanego awansem do sesji kwalifikacyjnej.
Do Grand Prix Węgier w zespole Brabham wystartował tylko jeden kierowca – Damon Hill. Oznaczało to tym samym, że na pewno któryś z kierowców zespołu Andrea Moda Formula weźmie udział w głównej sesji kwalifikacyjnej. Właścicielowi zespołu bardzo zależało na tym, by tym kierowcą był Roberto Moreno, stąd też wypuścił McCarthy’ego na 45 sekund przed zakończeniem sesji prekwalifikacyjnej, wskutek czego Brytyjczyk nie przejechał ani jednego mierzonego okrążenia. W głównej sesji kwalifikacyjnej do zdobywcy pole position Moreno stracił 6,8 sekundy, a do ostatniego miejsca premiowanego awansem do wyścigu – 1,3 sekundy. Po Grand Prix Węgier z powodu celowego niekwalifikowania McCarthy’ego oraz udostępniania mu znacznie gorszego bolidu od tego, jakim dysponował Moreno, FIA postawiła zespołowi ultimatum, które mówiło, że jeśli samochód Brytyjczyka nie będzie równie konkurencyjny co bolid Moreno, to w stosunku do zespołu zostaną wyciągnięte konsekwencje.
Do Grand Prix Belgii nie stawił się zespół Brabham, dlatego też obaj kierowcy mieli zapewniony start we właściwych kwalifikacjach. W ich trakcie w Ligierze Érika Comasa zepsuł się silnik. Kierowcy Andrea Moda nie zdołali pokonać nikogo więcej, stąd też Moreno ukończył je na 28. miejscu (14,551 sekundy za zdobywcą pole position), McCarthy natomiast na 29 pozycji. Do samochodu McCarthy’ego przełożono wadliwie działające ramię kierownicze, przez co McCarthy’emu odkształcało się zawieszenie i Brytyjczyk na zakręcie Eau Rouge prawie miał wypadek; pojawiły się nawet opinie, że jazda takim samochodem mogła się dla McCarthy’ego zakończyć śmiercią. Ostatecznie brytyjski kierowca ukończył sesję kwalifikacyjną dziesięć sekund za Moreno. Czując, że jego bezpieczeństwo jest zagrożone, McCarthy odszedł z zespołu.

## Upadek
29 sierpnia 1992 roku Andrea Sassetti na wniosek Włochów został za oszustwa finansowe aresztowany przez belgijską policję. Podczas Grand Prix Włoch zespół otrzymał od FIA pismo mówiące o tym, że za stawianie Formuły 1 w złym świetle jest zdyskwalifikowany do końca sezonu, przez co nie został wpuszczony na padok. Na skutek tego zespół został rozwiązany.

## Spuścizna
Według niektórych raportów Sassetti złożył wniosek o dopuszczenie zespołu Andrea Moda Formula do startów w sezonie 1993, jednak wniosek ten został odrzucony.
Końcem 1992 roku Jean-Pierre Mosnier założył zespół Team Bravo España. Jego kierowcami mieli być Nicola Larini i Jordi Gené, a samochód oznaczony jako Bravo S931 był rozwinięciem Mody S921. Zespół został rozwiązany przed rozpoczęciem sezonu ze względu na śmierć Mosnier'a.
Firma Andrea Moda sponsorowała zespół Euro Motorsport w serii IndyCar w roku 1993.
Zespół Andrea Moda Formula szybko stał się obiektem żartów w padoku i do dziś jest często przytaczany jako jeden z najgorszych zespołów Formuły 1. Jest także określany jako zespół kontrowersyjny. Zespołowi zarzucano brak profesjonalizmu, niski budżet, nieudolne zarządzanie czy brak organizacji, określając go wręcz jako farsę. Andreę Modę określano jako zespół znacznie gorszy niż takie zespoły jak Rial, Life, Kauhsen, Pacific, MasterCard Lola czy Onyx. Twierdzono, że zespół nadawał się bardziej do sitcomu Hotel Zacisze, aniżeli do Formuły 1. Brytyjskie czasopismo Autosport tak pisało o zespole Andrea Moda Formula:

[...] sportem motorowym powinni się zajmować ludzie, którzy go rozumieją, kochają; którzy mają pojęcie co tutaj robią i jaką mają pełnić funkcję. Sassetti i jego zespół nie mieli nawet tego.

W 2006 roku Alex Caffi wspominał swój okres w Andrea Moda:

Na początku testowanie było fajne, chłopaki byli fajni, ale później... Nie wiem... Wydarzyło się dużo rzeczy. Andrea Sassetti był szalonym człowiekiem i skończył, rujnując wszystko.

W 2007 roku Andrea Sassetti przyznał, że jest właścicielem dwóch modeli S921.

## Wyniki
| Legenda oznaczeń w tabelach wyników Wyświetl szablon na nowej stronie | Legenda oznaczeń w tabelach wyników Wyświetl szablon na nowej stronie                                                                     |
| Oznaczenie                                                            | Wyjaśnienie |
| --------------------------------------------------------------------- | --- |
| Złoty                                                                 | Zwycięzca lub mistrzostwo |
| Srebrny                                                               | 2. miejsce lub wicemistrzostwo |
| Brązowy                                                               | 3. miejsce lub II wicemistrzostwo |
| Zielony                                                               | Ukończył, punktował (w klasyfikacji generalnej, gdy zdobył co najmniej jeden punkt na przestrzeni sezonu, poza trzema powyższymi opcjami) |
| Niebieski                                                             | Ukończył, nie punktował (w klasyfikacji generalnej, gdy nie zdobył co najmniej jednego punktu na przestrzeni sezonu)                      |
| Czerwony                                                              | Nie zakwalifikował się (NZ) |
| Czerwony                                                              | Nie prekwalifikował się (NPK) |
| Różowy                                                                | Nie ukończył (NU) |
| Różowy                                                                | Niesklasyfikowany (NS) (w klasyfikacji generalnej, gdy nie został sklasyfikowany w żadnym wyścigu sezonu)                                 |
| Czarny                                                                | Zdyskwalifikowany (DK) |
| Czarny                                                                | Wykluczony (WYK/EX) |
| Biały                                                                 | Nie wystartował (NW) |
| Biały                                                                 | Kontuzjowany (K/INJ) |
| Biały                                                                 | Wyścig odwołany (OD/C) |
| Bez koloru                                                            | Został wycofany (WYC/WD) |
| Bez koloru                                                            | Nie przybył (NP/DNA) |
| Bez koloru                                                            | Nie brał udziału w treningach (NT/DNP) |
| Bez koloru                                                            | Nie został zgłoszony (–) |
| Pogrubienie                                                           | Start z pole position |
| Kursywa                                                               | Najszybsze okrążenie wyścigu |
| †                                                                     | Nie ukończył, ale jego rezultat został zaliczony ze względu na przejechanie więcej niż 90% dystansu wyścigu.                              |
| *                                                                     | Sezon w trakcie |
| 1/2/3                                                                 | Punktowana pozycja w sprincie kwalifikacyjnym                                                                                             |
| Lista systemów punktacji Formuły 1                                    | |

| Sezon | Zespół              | Silnik | Kierowcy         | Wyniki w poszczególnych eliminacjach | Wyniki w poszczególnych eliminacjach | Wyniki w poszczególnych eliminacjach | Wyniki w poszczególnych eliminacjach | Wyniki w poszczególnych eliminacjach | Wyniki w poszczególnych eliminacjach | Wyniki w poszczególnych eliminacjach | Wyniki w poszczególnych eliminacjach | Wyniki w poszczególnych eliminacjach | Wyniki w poszczególnych eliminacjach | Wyniki w poszczególnych eliminacjach | Wyniki w poszczególnych eliminacjach | Wyniki w poszczególnych eliminacjach | Wyniki w poszczególnych eliminacjach | Wyniki w poszczególnych eliminacjach | Wyniki w poszczególnych eliminacjach | Wyniki kierowców | Wyniki kierowców | Wyniki konstruktora | Wyniki konstruktora |
| Sezon | Zespół              | Silnik | Kierowcy         | Południowa Afryka                    | Meksyk                               | Brazylia                             | Hiszpania                            | San Marino                           | Monako                               | Kanada                               | Francja                              | Wielka Brytania                      | Niemcy                               | Węgry                                | Belgia                               | Włochy                               | Portugalia                           | Japonia                              | Australia                            | Punkty           | Pozycja          | Punkty              | Pozycja             |
| ----- | ------------------- | ------ | ---------------- | ------------------------------------ | ------------------------------------ | ------------------------------------ | ------------------------------------ | ------------------------------------ | ------------------------------------ | ------------------------------------ | ------------------------------------ | ------------------------------------ | ------------------------------------ | ------------------------------------ | ------------------------------------ | ------------------------------------ | ------------------------------------ | ------------------------------------ | ------------------------------------ | ---------------- | ---------------- | ------------------- | ------------------- |
| 1992  | Andrea Moda Formula | Judd   | Alex Caffi       | WYK                                  | NP                                   |                                      |                                      |                                      |                                      |                                      |                                      |                                      |                                      |                                      |                                      |                                      |                                      |                                      |                                      | 0                | NS               | 0                   | NS                  |
| 1992  | Andrea Moda Formula | Judd   | Roberto Moreno   |                                      |                                      | NPK                                  | NPK                                  | NPK                                  | NU                                   | NPK                                  | NP                                   | NPK                                  | NPK                                  | NZ                                   | NZ                                   |                                      |                                      |                                      |                                      | 0                | NS               | 0                   | NS                  |
| 1992  | Andrea Moda Formula | Judd   | Enrico Bertaggia | WYK                                  | NP                                   |                                      |                                      |                                      |                                      |                                      |                                      |                                      |                                      |                                      |                                      |                                      |                                      |                                      |                                      | 0                | NS               | 0                   | NS                  |
| 1992  | Andrea Moda Formula | Judd   | Perry McCarthy   |                                      |                                      | WYK                                  | NPK                                  | NPK                                  | NPK                                  | NP                                   | NP                                   | NPK                                  | WYK                                  | NPK                                  | NZ                                   |                                      |                                      |                                      |                                      | 0                | NS               | 0                   | NS                  |

## Informacje techniczne
| Sezon | Zespół              | Podwozie           | Silnik (Typ)     | Opony    |
| ----- | ------------------- | ------------------ | ---------------- | -------- |
| 1992  | Andrea Moda Formula | Moda C4B Moda S921 | Judd GV 3,5l V10 | Goodyear |
| Razem | 1                   | 2                  | 2                | 1        |
| Sezon | Zespół              | Podwozie           | Silnik (Typ)     | Opony    |